# Evisceration Plague
Evisceration Plague é o décimo primeiro álbum de estúdio da banda estadunidense de death metal Cannibal Corpse, lançado em 2009.

## Faixas
| N.º            | Título                     | Letras         | Música           | Duração |  |
| 1.             | "Priests of Sodom"         | Webster        | Webster          | 3:31    |  |
| 2.             | "Scalding Hail"            | Webster        | Barrett, Webster | 1:46    |  |
| 3.             | "To Decompose"             | Mazurkiewicz   | O'Brien          | 3:03    |  |
| 4.             | "A Cauldron of Hate"       | Webster        | Webster          | 4:59    |  |
| 5.             | "Beheading and Burning"    | Webster        | Webster          | 2:15    |  |
| 6.             | "Evidence in the Furnace"  | Webster        | Webster          | 2:48    |  |
| 7.             | "Carnivorous Swarm"        | Mazurkiewicz   | O'Brien          | 3:36    |  |
| 8.             | "Evisceration Plague"      | Webster        | Webster          | 4:30    |  |
| 9.             | "Shatter Their Bones"      | Barrett        | Barrett          | 3:35    |  |
| 10.            | "Carrion Sculpted Entity"  | Mazurkiewicz   | Mazurkiewicz     | 2:33    |  |
| 11.            | "Unnatural"                | Webster        | Webster          | 2:22    |  |
| 12.            | "Skewered from Ear to Eye" | Webster        | Webster          | 3:49    |  |
| Duração total: | Duração total:             | Duração total: | Duração total:   | 38:45   |  |

| Faixa bônus da edição europeia |                                                                  |         |         |         |  |
| N.º                            | Título                                                           | Letras  | Música  | Duração |  |
| 13.                            | "Skull Fragment Armor" (faixa não lançada de The Wretched Spawn) | Webster | Webster | 2:10    |  |

## Créditos
- George "Corpsegrinder" Fisher – vocal
- Pat O'Brien – guitarra
- Rob Barrett – guitarra
- Alex Webster – baixo
- Paul Mazurkiewicz – bateria

## Desempenho nas paradas
| Parada musical                                | Posições |
| --------------------------------------------- | -------- |
| Áustria (Ö3 Austria Top 40)                   | 41       |
| Bélgica (Ultratop Valônia)                    | 71       |
| Finlândia (Suomen virallinen lista)           | 25       |
| Alemanha (Offizielle Deutsche Charts)         | 42       |
| Japão (Oricon)                                | 256      |
| Reino Unido (Rock Charts)                     | 17       |
| Estados Unidos (Billboard 200)                | 66       |
| Estados Unidos (Billboard Independent Albums) | 6        |
| Estados Unidos (Top Hard Rock Albums)         | 7        |
| Estados Unidos (Top Rock Albums)              | 22       |
| Estados Unidos (Top Tastemaker Albums)        | 7        |